# Eretes sticticus
Eretes sticticus là một loài bọ cánh cứng trong họ Bọ nước. Loài này được Linnaeus miêu tả khoa học năm 1767.

## Hình ảnh

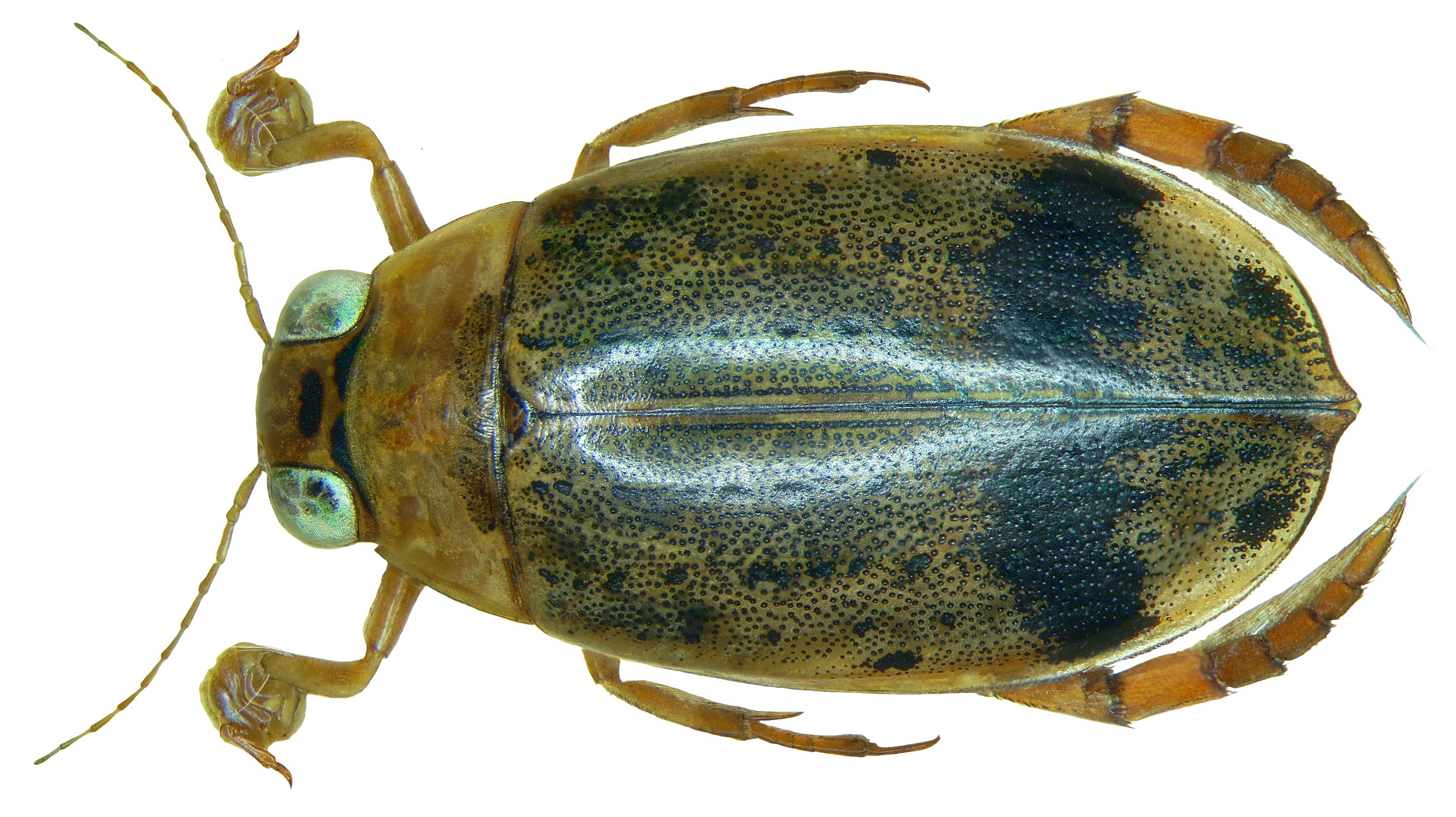
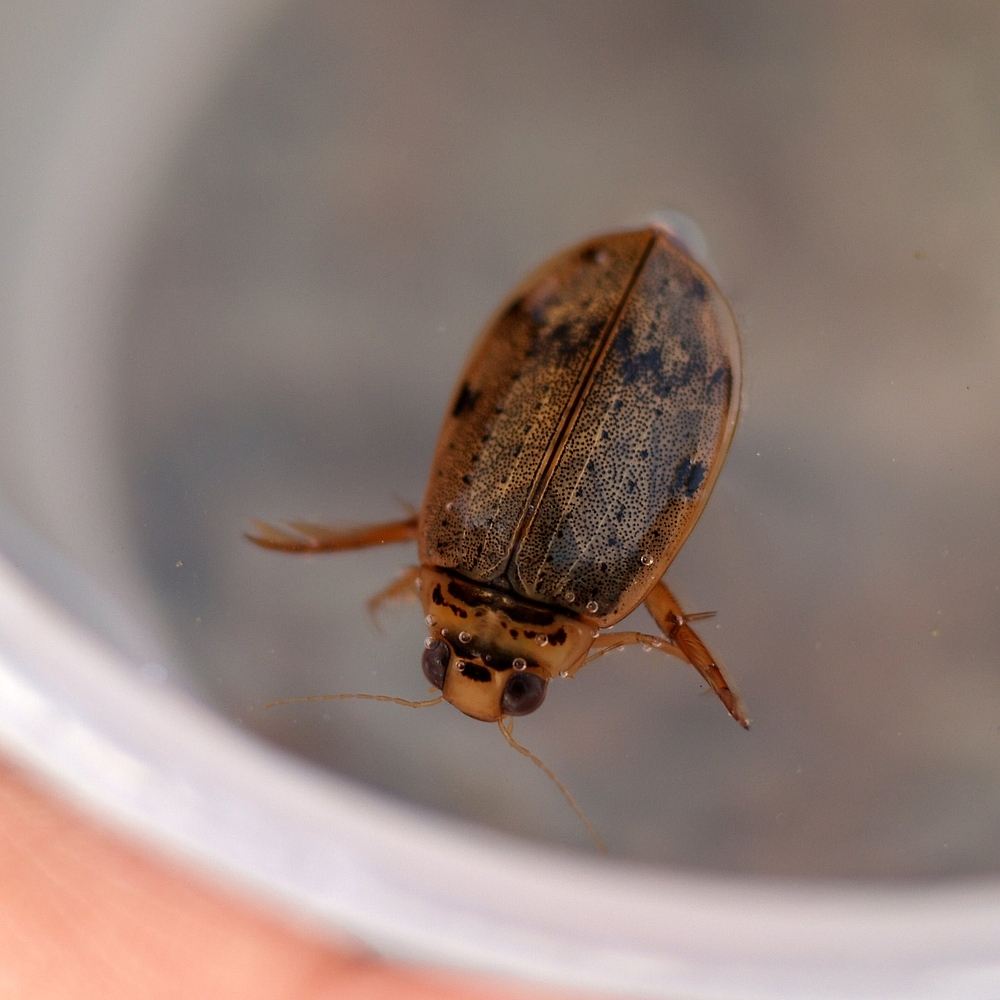